# Эпплтон Метцлер, Ллойд
Ллойд Эпплтон Метцлер (англ. Lloyd Appleton Metzler; 3 апреля 1913, Lost Springs, Канзас — 26 октября 1980, Иллинойс) — американский экономист, наиболее известный своим вкладом в теорию международной торговли.

## Биография
Родился в Лост-Спрингс в Канзасе в 1913 году, но большую часть своей карьеры провел в Чикагском университете. Он не принадлежал к Чикагской школе экономистов, а был сторонником кейнсианства.
Ллойд был младшим сыном в семье Лерой и Лулу Эпплтон Метцлер, которые были школьными учителями и имели среднее педагогическое образование. Все три сына поступили в Университет Канзаса в Лоуренсе, Канзас. Ллойд планировал получить степень и пойти в бизнес, пока не попал под опеку Джона Айса, который убедил его заняться экономикой и стал его героем на всю жизнь.
Метцлер получил степень PhD в Гарвардском университете и стал большим другом Пола Самуэльсона.
После второй мировой войны Метцлер работал в управлении стратегических служб в округе Вашингтон, на основе которого впоследствии был сформирован ЦРУ, и потратил много времени на послевоенное восстановление Европы.
В 1942 году Метцлер получил грант Гуггенхайма до получения степени PhD в Гарварде. Он стал почётным членом Американской экономической ассоциации в 1968 году.
В начале 1950-х годов карьера Метцлера была серьёзно нарушена обнаружением опухоли головного мозга и несколькими операциями. Впоследствии он в течение 20 лет преподавал в Университете Чикаго.
Его именем названы «парадокс Метцлера», согласно которому введение тарифов на импортируемый товар может привести к некоторому снижению цены этого товара на внутреннем рынке, и «матрица Метцлера».